# Max Schimmeck
Max Otto Schimmeck (* 13. August 1900; † 1. Juli 1970 in Constanța) war ein Bremer Politiker (SPD, KPD) und Mitglied der Bremischen Bürgerschaft.

## Biografie
Nach Schulbesuch und Ausbildung als Ingenieur erfolgte die Berufstätigkeit zunächst in Gleiwitz; von 1937 bis 1945 war Schimmeck bei Focke-Wulf und bei der Weser-Flugzeugbau in Bremen tätig. 1945 wurde er Personalreferent beim Arbeitsamt, bevor er sich mit einem Ingenieurbüro selbstständig machte; ab Sommer 1951 war er als Kaufmann tätig, u. a. mit einem Geschäft für Sportwaffen und -zubehör.

## Politik
Er war seit 1917 Mitglied der SPD. 1933 war er zur Tarnung seiner Widerstandstätigkeit in die NSDAP eingetreten. Um 1933/34 war er jedoch wegen seiner illegalen Betätigung für die SPD in Haft. 1945 trat er in die KPD ein und war Leiter der Wirtschaftsabteilung der KPD-Bezirksleitung. Er wurde 1945 zudem Vorsitzender des »Siebener-Ausschuses«, einem Koordinationsausschuß von 35 Bremer Belegschaftsvertretungen. Nach seiner Abgeordnetenzeit trat er wieder in die SPD ein.
Im Februar 1949 wurde er als „nicht betroffen“ entnazifiziert. Die Berufung des öffentlichen Klägers gegen diese Einstufung wurde im Juni 1949 verworfen, da Schimmeck trotz einiger Widersprüchlichkeiten im Verfahren darlegen konnte, „dass er den Antrag auf Aufnahme in die NSDAP in Absprache mit der von der benachbarten Tschechoslowakei aus operierenden regionalen SPD-Führung zur Tarnung seiner Widerstandstätigkeit gestellt habe.“ Er habe „zudem u. a. holländische Zivilarbeiter und russische Kriegsgefangene, die in den von ihm geleiteten Abteilungen bei Focke-Wulf und Weser-Flug arbeiteten, mit zusätzlichen Lebensmittelrationen versorgt und über Widerstandsaktivitäten informiert. Diese Darstellung wurde in Zeugenaussagen mehrerer ehemaliger Arbeitskollegen bestätigt“, „während andere Zeugen aus dem familiären Umfeld und frühere Nachbarn aussagen, dass er sich nach der nationalsozialistischen Machtübernahme hemmungslos opportunistisch verhalten habe und in seiner Straße als aktiver Nationalsozialist gegolten habe, zumal er bei entsprechenden Anlässen immer die größte Hakenkreuzfahne der ganzen Straße an seinem Haus aufgezogen habe.“
Schimmeck war Mitglied der von der u. a. SPD und KPD am 3. Mai 1945 gegründeten Kampfgemeinschaft gegen den Faschismus (KGF).
Von April 1946 bis 1947 war er Mitglied der ernannten und der ersten gewählten Bremischen Bürgerschaft und in Deputationen der Bürgerschaft tätig. In der Ernannten Bremischen Bürgerschaft war er Vizepräsident und in der 1. Wahlperiode Schriftführer der Bürgerschaft.
1947 beantragte er als Abgeordneter, die Schule an der Hermann Böse unterrichtet hatte, nach Böse zu benennen. Zunächst wurde – wie in Bremen üblich – die Straße an dieser Schule nach Böse benannt. 2005 erhielt das Hermann-Böse-Gymnasium nun auch offiziell den nach dem Kriege bereits gebräuchlichen Namen.
Schimmeck war verheiratet mit Alma Marta, geb. Rüdiger (1897–1958); er starb am 1. Juli 1970 im rumänischen Constanța und wurde am 10. Juli 1970 auf dem Friedhof Huckelriede in Bremen beigesetzt.